# العلاقات البرازيلية البلجيكية
العلاقات البرازيلية البلجيكية هي العلاقات الثنائية التي تجمع بين البرازيل وبلجيكا.

## مقارنة بين البلدين
هذه مقارنة عامة ومرجعية للدولتين:
| وجه المقارنة                                              | البرازيل | بلجيكا                                                                              |
| --------------------------------------------------------- | --- | ----------------------------------------------------------------------------------- |
| المساحة (كم2)                                             | 8.52 مليون | 30.53 ألف                                                                           |
| عدد السكان (نسمة)                                         | 202.66 مليون | 11.37 مليون                                                                         |
| الكثافة السكانية (ن./كم²)                                 | 23.79 | 372.42                                                                              |
| العاصمة                                                   | برازيليا، ريو دي جانيرو | بروكسل                                                                              |
| اللغة الرسمية                                             | برتغالية برازيلية، Brazilian Sign Language ‏ | اللغة الهولندية، لغة فرنسية، اللغة الألمانية                                        |
| العملة                                                    | ريال برازيلي، كروزيرو ريال برازيلي ‏، كروزيرو البرازيلية (1990–1993)، البرازيلي كروزادو نوفو، كروزادو برازيلي، cruzeiro ‏، كروزيرو البرازيلية (1942–1967)، الريال البرازيلي (قديم) | يورو، فرنك بلجيكي                                                                   |
| الناتج المحلي الإجمالي (بليون دولار)                      | 2.06 تريليون | 492.68 مليار                                                                        |
| الناتج المحلي الإجمالي (تعادل القوة الشرائية) بليون دولار | 3.22 تريليون | 514.74 مليار                                                                        |
| الناتج المحلي الإجمالي الاسمي للفرد دولار أمريكي          | 8.54 ألف | 40.32 ألف                                                                           |
| الناتج المحلي الإجمالي للفرد دولار أمريكي                 | 15.89 ألف | 43.44 ألف                                                                           |
| مؤشر التنمية البشرية                                      | 0.754 | 0.890                                                                               |
| رمز المكالمات الدولي                                      | +55 | +32                                                                                 |
| رمز الإنترنت                                              | .br | .be                                                                                 |
| المنطقة الزمنية                                           | | توقيت وسط أوروبا، ت ع م+01:00، ت ع م+02:00، توقيت وسط أوروبا الصيفي، أوروبا/بروكسل ‏ |

## مدن متوأمة
في ما يلي قائمة باتفاقيات التوأمة بين مدن برازيلية وبلجيكية:
- ترتبط برازيليا مع بروكسل باتفاقية توأمة منذ 2004.

## منظمات دولية مشتركة
يشترك البلدان في عضوية مجموعة من المنظمات الدولية، منها:
| علم المنظمة | اسم المنظمة                        | تاريخ انضمام البرازيل | تاريخ انضمام بلجيكا |
| ----------- | ---------------------------------- | --------------------- | ------------------- |
|             | منظمة التجارة العالمية             | ?                     | ?                   |
|             | الأمم المتحدة                      | 24 أكتوبر 1945        | 27 ديسمبر 1945      |
|             | الاتحاد الدولي للاتصالات           | 4 يوليو 1877          | 1866                |
|             | المرصد الأوروبي الجنوبي            | 2010                  | 1962                |
|             | يونسكو                             | 4 نوفمبر 1946         | 29 نوفمبر 1946      |
|             | الاتحاد البريدي العالمي            | ?                     | ?                   |
|             | مؤسسة التنمية الدولية              | 15 مارس 1963          | 2 يوليو 1964        |
|             | منظمة حظر الأسلحة الكيميائية       | ?                     | ?                   |
|             | نظام تحكم تكنولوجيا القذائف        | 1995                  | 1990                |
|             | وكالة ضمان الاستثمار متعدد الأطراف | 7 يناير 1993          | 18 سبتمبر 1992      |
|             | منظمة الشرطة الجنائية الدولية      | ?                     | ?                   |
|             | مؤسسة التمويل الدولية              | 31 ديسمبر 1956        | 27 ديسمبر 1956      |
|             | البنك الدولي للإنشاء والتعمير      | 14 يناير 1946         | 27 ديسمبر 1945      |
|             | البنك الإفريقي للتنمية             | ?                     | ?                   |
|             | مجموعة الموردين النوويين           | ?                     | ?                   |
|             | الفريق المعني برصد الأرض           | ?                     | ?                   |

## أعلام
هذه قائمة لبعض الشخصيات التي تربطها علاقات بالبلدين:
- أليكساندر يانسن دا سيلفا (لاعب كرة قدم بلجيكي، 16 يناير 1987[25] – )
- أندرياس بيريرا (لاعب كرة قدم بلجيكي، 1996[26] – )
- ايدميلسون جونيور (لاعب كرة قدم بلجيكي، 19 أغسطس 1994[27] – )
- جواو هافيلانج (رئيس سابق للإتحاد الدولي لكرة القدم ( الفيفا )، 8 مايو 1916 – 16 أغسطس 2016)
- دانيلو سوزا كامبوس (13 يناير 1990[28] – )
- لويس أوليفيرا (لاعب ومدرب كرة قدم برازيلي، 24 مارس 1969[29] – )
- ماتيوس ناكتيرجايلي (ممثل برازيلي، 3 يناير 1969[30] – )
- مارسيلو بويك (لاعب كرة قدم برازيلي، 28 نوفمبر 1984 – )
- وانديرسون ماسييل سوزا كامبوس (لاعب كرة قدم برازيلي، 7 أكتوبر 1994[31] – )

## وصلات خارجية
- موقع وزارة الخارجية البرازيلية
- موقع وزارة الخارجية البلجيكية